# Јадранка Шешељ
Јадранка Шешељ (Подујево, 13. април 1960) супруга је Војислава Шешеља, члан Српске радикалне странке и кандидаткиња за председника Србије 2012. године.
Рођена је као треће дете у породици Павловић, од оца Вучине (пореклом из Прокупља) и мајке Оливере (пореклом из Блаца). До поласка у школу је живела у Приштини, а затим основну школу уписала у Болечу. По завршетку Шесте београдске гимназије, стекла је диплому Више педагошке школе. У „Минелу“ је радила 12 година на службеничким пословима, а када је предузеће почело да пропада проглашена је економским вишком.
За Војислава Шешеља се удала са 30 година и добила са њим Александра (1993), Михаила (1996) и Владимира (1998), док је Никола (1984) био Војиславов син из првог брака.
Дана 6. априла 2012. године, Председнички колегијум Српске радикалне странке је на предлог доктора Александра Мартиновића, заменио председничког кандидата доктора Александра Мартиновића и поставио Јадранку за кандидата српских радикала на изборима.
Дана 2. маја, у Руском дому је представила своју прву књигу „Верна породици, верна Србији“. Књига је конципирана као зборник интервјуа и чланака о њој од 1993. до 2012. године.
Дана 6. маја 2012, на председничким изборима Јадранка Шешељ је освојила 3,78% гласова и тиме заузела седмо место од могућих дванаест кандидата.